# Кёнигсдёрффер, Рансфорд-Йебоа
Рансфорд-Йебоа Кёнигсдёрффер (англ. Ransford-Yeboah Königsdörffer; род. 13 сентября 2001, Берлин) — ганский и немецкий футболист, вингер клуба «Гамбург» и сборной Ганы.

## Клубная карьера
Кёнигсдёерффер — воспитанник клубов «Минерва Берлин», «Берлин», «Герта» и дрезденского «Динамо». 20 декабря 2020 года в матче против «Нюрнберга» он дебютировал во Второй Бундеслиге. По итогам сезона клуб вылетел в Третью лиге Германии, но игрок остался в команде. 31 октября 2020 года в поединке против «Меппена» Рансфорд-Йебоа забил свой первый гол за «Динамо». Летом 2022 года Кёнигсдёрффер перешёл в «Гамбург», подписав контракт на 4 года. Сумма трансфера составила 1,2 млн. евро. 17 июля в матче против брауншвейгского «Айнтрахта» он дебютировал за новую команду. 13 августа в поединке против «Арминии» Рансфорд-Йебоа забил свой первый гол за «Гамбург».

## Международная карьера
27 сентября 2022 года в товарищеском матче против сборной Никарагуа Кёнигсдёрффер дебютировал за сборную Ганы.